# Seyssel (Alta Saboya)
 Seyssel  es una población y comuna francesa, en la región de Ródano-Alpes, departamento de Alta Saboya, en el distrito de Saint-Julien-en-Genevois y cantón de Seyssel.

## Demografía
| 1562 | 1717 | 1725 | 1558 | 1630 | 1793 |
| Para los censos de 1962 a 1999 la población legal corresponde a la población sin duplicidades (Fuente: INSEE [Consultar]) |      |      |      |      |      |